# P-01J
P-smart ケータイ P-01J（ピースマート ケータイ ピー ゼロイチ ジェイ）はパナソニック モバイルコミュニケーションズ（現・パナソニック コネクト）によって開発された、NTTドコモの第3.9世代移動通信システム（Xi）と第3世代移動通信システム（FOMA）のデュアルモード端末で、ドコモ ケータイ（spモードケータイ）のひとつである。

## 概要
2015年11月に発売されたP-01Hの後継機種で、パナソニック モバイルコミュニケーションズ製端末では最初で最後のAndroidフィーチャーフォン（いわゆるガラホ）である。
なお、パナソニック モバイルコミュニケーションズは2022年4月1日にパナソニック システムソリューションズジャパンに吸収合併されてパナソニック コネクトとなり、一般向け携帯電話端末から撤退したため、本機が一般向け携帯電話端末の最終機種となった。

## 機能
通話機能ではVoLTEの対応に加え、独自機能の「プレミアムトーク」が搭載されており、ドコモのVoLTE端末同士でなくてもVoLTE相当の音質を実現している（ドコモのVoLTE端末同士でも「プレミアムトーク」が作動し、VoLTEを超える高音質通話が可能）。また、低音域の「ナチュラル」、中音域の「バランス」、高音域の「クリア」の3種類の音質から選択可能となっている（購入時は「ナチュラル」に設定されている）。パナソニック製端末の代表機能である「マルチワンタッチボタン」や「ワンプッシュオープンボタン」は本端末にも搭載される。また、バッテリー容量はP-01Hの1.8倍となる1,800mAhに大容量化され、長持ち設計となった。
ボタンのシートキーが改良され、かな文字を太くはっきりとし、キーシートの配色を変更。形状はかまぼこ型となった。さらに、ホワイトとブラックではラインの縁取りも施される。Bluetoothも引き続き搭載されており、カーナビゲーションと接続してのハンズフリー通話や、Androidのスマートフォンやタブレット、P-01HやP-01Gとの画像の送受信が可能である。
あんしん機能はP-01Hから引き続き搭載される「みまもりメール」に加え、非通知着信や知らない番号から着信があった時にボタン操作で電話に出る前に相手に名前を名乗るようにメッセージ応答を行い、怪しい電話にはボタン操作で拒否メッセージを流して終話させる「あんしん応答」が搭載された。
さらに、操作中の機能を起動した状態でサイドボタンを押すことで各種設定のON/OFF、文字サイズの変更などを行うことが可能なショートカット機能が搭載されている。

## 歴史
- 2016年
  - 10月19日 - 2016-2017年冬春モデルの1機種として開発を発表[4]。
  - 11月1日 - AQUOS EVER SH-02J（シャープ製、ドコモ スマートフォン端末）と同時に発売日を発表[5]。
  - 11月4日 - 発売。

## アップデート
最新のビルド番号へアップデートを行った場合、過去に実施された不具合や機能改善に関するアップデートもまとめて適応される。
2016年11月4日のアップデート
- 位置情報探索の不具合（特定の条件下において正常に完了しない場合がある）が改善される
- ビルド番号が12.0341から12.0346に変更される

2016年12月20日のアップデート
- アクセスポイント名の選択が解除される不具合（特定の条件下においてまれに発生）が改善される
- ビルド番号が12.0346から12.0348に変更される

2017年2月28日のアップデート
- 数字キーを押下した際の不具合（まれに最初の一文字目が入力されない場合がある）が改善される
- 伝言メモの不具合（まれに起動しない場合がある）が改善される
- ビルド番号が12.0348から12.0369に変更される

2017年5月9日のアップデート
- 発信者番号通知の不具合（まれに有効とならない場合がある）が改善される
- Wi-Fiテザリングが追加される
- ビルド番号が12.0369から12.0376に変更される

2018年1月31日のアップデート
- 特定の条件下でボタンが反応しなくなる場合がある不具合が改善される
- ごくまれに背面ディスプレイの伝言メモアイコンが消えない場合がある不具合が改善される
- ビルド番号が12.0376から12.0397に変更される

2018年3月20日のアップデート
- 「あんしんスキャン」と「あんしんナンバーチェック」に対応する
- ビルド番号が12.0397から12.0402に変更される

2018年8月30日のアップデート
- まれにメールの受信通知が遅れる場合がある不具合が改善される
- ビルド番号が12.0402から12.0408に変更される

2019年4月1日のアップデート
- Bluetooth経由による電話帳の一括転送が不可となる場合がある不具合が改善される
- ビルド番号が12.0408から12.0411に変更される

2020年6月17日のアップデート
- より快適にご利用いただけるよう品質を改善される。
- ビルド番号が12.0411から12.0414に変更される。

2021年4月5日のアップデート
- 着信履歴閲覧時のスクロールで正常に動作しない場合がある不具合が改善される。
- ビルド番号が12.0414から12.0416に変更される。